# Стенц, Фёбе
Фёбе Стенц (нем. Phoebe Stänz; род. 7 января 1994, Цецвиль, Аргау) — швейцарская хоккейная нападающая. В составе сборной Швейцарии бронзовый призёр Олимпийских игр 2014 года и чемпионата мира 2012 года.
Выступала за команду Йельского университета в лиге NCAA, в котором обучалась по специальности экономика.
Владеет немецким и английским языками.
Брат Янник (род. 1992) — швейцарский хоккеист, выступал в низших швейцарских лигах.